# Masticophis mentovarius
Masticophis mentovarius är en ormart som beskrevs av Duméril, Bibron och Duméril 1854. Masticophis mentovarius ingår i släktet Masticophis och familjen snokar.
Denna orm förekommer med flera från varandra skilda populationer i Centralamerika och norra Sydamerika. Den största populationen hittas från södra Mexiko till norra Costa Rica. Mindre avskilda populationer lever i Panama, norra Colombia och nordvästra Venezuela. Masticophis mentovarius vistas i låglandet och i bergstrakter upp till 2200 meter över havet. Habitatet varierar mellan torra och fuktiga skogar, savanner och växtligheten nära stränder. Ormen undviker skogarnas centrala delar. Unga exemplar äter andra kräldjur och vuxna individer äter även små däggdjur. Honor lägger ägg.
För beståndet är inga hot kända och Masticophis mentovarius är inte sällsynt. IUCN listar arten som livskraftig (LC).

## Underarter
Arten delas in i följande underarter:
- M. m. centralis
- M. m. mentovarius
- M. m. suborbitalis
- M. m. striolatus
- M. m. variolosus